# Zabodaski
Koordinati:   44°33′10″N, 14°24′08″E
Zabodaski je majhen nenaseljen otoček v Jadranskem morju. Pripada Hrvaški.
Zabodaski, v novejših zemljevidih tudi Zabodarski je otoček, ki leži na koncu Unijskega kanala pred vstopom v zaliv Zabodaski, zahodno od Lošinja med rtoma Salzina in Beli art, od katerih je oddaljen okoli 1 km. Površina otočka meri 0,049 km². Dolžina obale je 0,81 km, najvišji vrh je visok 20 mnm.
Iz pomorske karte je razvidno, da svetilnik, ki stoji na jugovzhodni strani otočka, oddaja svetlobni signal: R Bl(2) 6s. Nazivni domet svetilnika je 4 milje.